# 龙潭经济开发区
龙潭经济开发区是中华人民共和国吉林省吉林市龙潭区下辖的一个类似乡级单位。

## 行政区划
下辖以下地区：龙潭经济开发区虚拟社区。